# 张柏亭
张柏亭（1910年2月13日—1985年3月17日），字相豪，上海浦東人。先後畢業於浦东中学、國立勞動大學、日本陆军士官学校，回國后追隨孙元良将军，任国民革命军第八十八师参谋長，先後参加平定闽变、江西圍剿共產黨、淞滬會戰、南京保卫战。二二八事件时任台湾师管区副司令，并一度担任关押二二八事件犯人的劳动营主任。張柏亭曾上書蔣中正，邀請日本軍事顧問團來台訓練國軍，以期提高官兵素質，反攻大陸。蔣中正授意將領挑選8000人，成立教導師，由張柏亭擔任師長，邀請白團訓練教導師。後張柏亭擔任第三十二師師長、臺北衛戊司令部司令。1963年，張柏亭因假借職權圖利遭到國防部軍法局審判。
1985年3月17日晚，张柏亭在新生南路信义路附近被行车撞倒，急送仁爱医院（今臺北市立聯合醫院仁愛院區），伤及內臓，不及医治而逝世。